# Rutsiro FC
Der Rutsiro Football Club ist ein 2014 gegründeter ruandischer Fußballverein aus der Hauptstadt Kigali.

## Erfolge
- Ruandischer Zweitligameister: 2023/24
- Ruandischer Zweitligavizemeister: 2019/20

## Stadion
Seine Heimspiele trägt der Verein im Umuganda Stadium in Gisenyi aus, da er nicht über ein Stadion verfügt, das den Anforderungen des ruandischen Fußballverbands entspricht. Das Stadion hat ein Fassungsvermögen von 5000 Personen.

## Saisonplatzierung
| Saison  | Liga                    | Level | Platz |
| ------- | ----------------------- | ----- | ----- |
| 2019/20 | Rwandan Second Division | 2     | 2.    |
| 2020/21 | Rwanda Premier League   | 1     | 6.    |
| 2021/22 | Rwanda Premier League   | 1     | 14.   |
| 2022/23 | Rwanda Premier League   | 1     | 15. ▼ |
| 2023/24 | Rwandan Second Division | 2     | 1.    |
| 2024/25 | Rwanda Premier League   | 1     | 9.    |
| 2025/26 | Rwanda Premier League   | 1     |       |

Quelle: rsssf.org